# مكتب

عمل مكتبي.

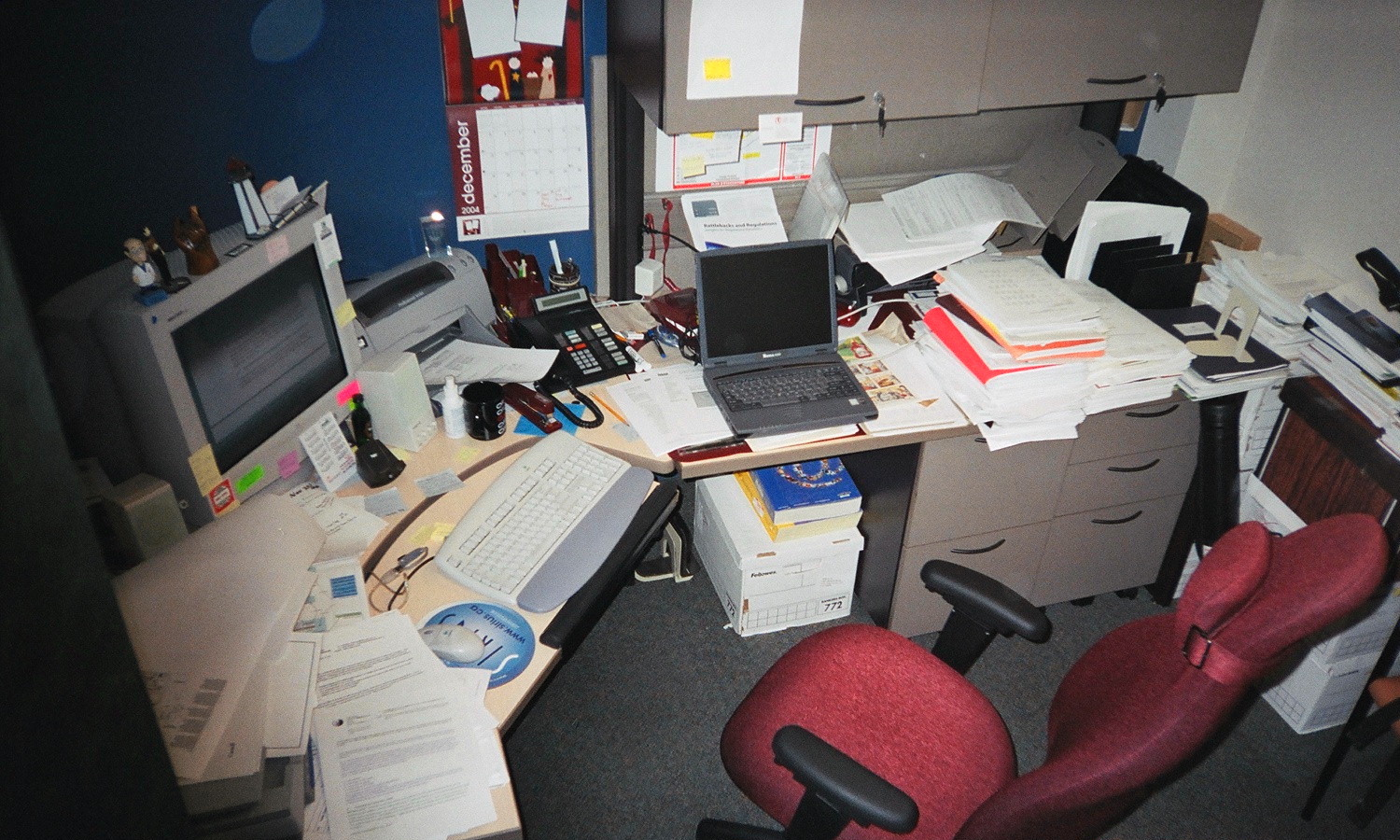
مكتب نموذجي حديث.

المَكْتَب (الجمع: مَكَاتِب) هو غرفة أو مساحة أخرى، يعمل فيها الناس، ولكنه أيضًا قد يدل أيضاً على وظيفة ما داخل مؤسسة ما، ذات مهام محددة مرتبطة بها (انظر الموظف، شاغل الوظيفة، المسؤول)؛ وهذه الدلالة الأخيرة هي في الواقع كانت مستخدمة في وقت سابق، والمكتب كمكان يشير في الأصل إلى الموقع الذي يؤدي فيه الشخص مهام عمله. وعند استخدامه كنعت (صفة)، فإن مصطلح «المكتب» قد يشير إلى المهام المتعلقة بالأعمال. وفي الكتابات القانونية، فإن الشركة أو المؤسسة يكون لديها مكاتب في أي مكان لديها فيه وجود رسمي، حتى ولو أن هذا الوجود يتكون من، على سبيل المثال، صومعة تخزين وليس مكتبًا.
المكتب هو ظاهرة معمارية وتصميمية واجتماعية، سواء أكان مكتبًا صغيرًا مثل المقعد في زاوية محل عمل صغير للغاية أو طوابق كاملة من المباني وصولاً إلى وبما في ذلك المباني الهائلة المخصصة كليًا لشركة واحدة. وفي المصطلحات الحديثة، عادة ما تشير كلمة المكتب إلى المكان الذي يتم فيه توظيف موظفين ذوي الياقات البيضاء.

## تاريخ المكاتب
تتأثر بنية المكتب وشكله بفكر الإدارة وكذلك بالمواد الإنشائية وقد ينطوي المكتب أو لا ينطوي على جدران أو حواجز. وتنبع كلمة المكتب من الكلمة اللاتينية (Officium) المستخدمة في (روما القديمة)، ومعادلاتها باللغات المختلفة، وبشكل أساسي اللغة الرومانسية. ومن المثير للاهتمام، أن هذا لم يكن بالضرورة مكان، ولكن كان في كثير من الأحيان «مكتب» متنقل في نطاق الكوادر البشرية أو حتى الفكرة المجردة لوظيفة رسمية مثل القضاء. إن البيروقراطية الرومانية المعقدة نسبيًا لا يضاهيها شيء لقرون في الغرب بعد سقوط روما، حتى مع العودة جزئيًا إلى الأمية، في حين أن الشرق احتفظ بثقافة إدارية أكثر تطورًا، تحت الحكم البيزنطي والإسلام.
وكانت المكاتب في العصور الكلاسيكية القديمة في كثير من الأحيان جزءًا من مجمع أحد القصور أو معبد كبير. وعادة ما كانت هناك غرفة يتم فيها الاحتفاظ بأوراق البردي أو ما كانت تسمى بالطومار ويؤدي فيها الكتبة أعمالهم. والنصوص القديمة التي تذكر أعمال الكتبة تلمح إلى وجود مثل هذه «المكاتب». وكانت هذه الغرف في بعض الأحيان تُسمى «المكتبات» من قِبل علماء الآثار والصحافة العامة نظرًا لأنه عادة ما يربط الشخص أوراق البردي بالأدب. وفي الواقع كانت هذه الغرف مكاتب حقيقية نظرًا لأن الغرض من أوراق البردي كان الاحتفاظ بالسجلات وغيرها من وظائف الإدارة الأخرى مثل المعاهدات والمراسيم، وليس لكتابة الشعر أو الاحتفاظ به أو غيره من الأعمال الروائية الأخرى.

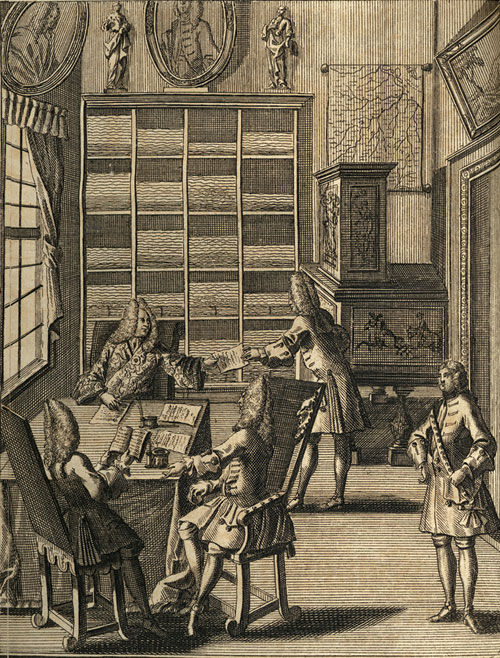
مكتب أوروبي من أوائل القرن الـ 18.

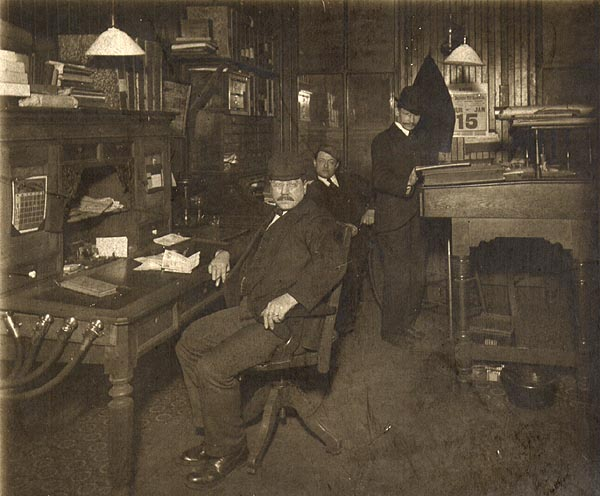
مكتب في عام 1903، مجهز بأنابيب التخاطب.

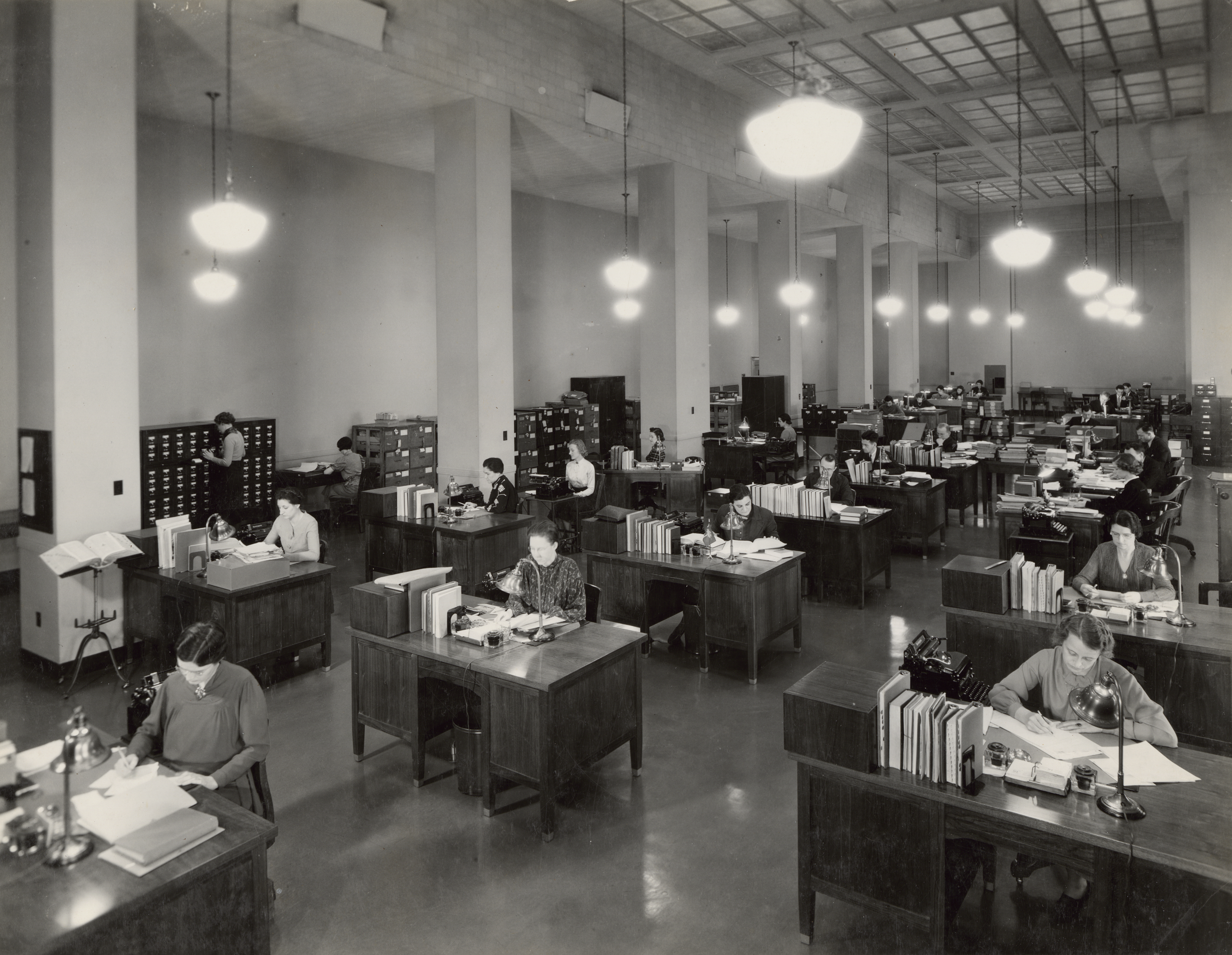
صورة ألتقطت عام 1937 لشعبة التصنيف والفهرسة، التابعة لإدارة الأرشيف الوطني، الولايات المتحدة

### قبل الثورة الصناعية
شهدت العصور الوسطى العليا (1000–1300) صعود مكتب المحفوظات، الذي كان عادة هو المكان الذي تُكتب في معظم الرسائل الحكومية والذي يتم فيه نسخ القوانين في إدارة المملكة. وغالبًا ما كانت توجد بغرف مكتب المحفوظات جدران مليئة بالفتحات المصممة لحفظ الأوراق المطوية لحفظها بشكل آمن أو للرجوع إليها عند الحاجة، وهو ما كان يُعد تمهيدًا لعمل رفوف الكتب. ولم يغير إدخال الطباعة خلال عصر النهضة هذه المكاتب الحكومية المبكرة كثيرًا.
وعادة ما تظهر الرسومات التوضيحية لحقبة ما قبل الثورة الصناعية مثل الصور الزيتية أو الأنسجة المزدانة بالرسوم لنا السمات الشخصية أو مسميات الأنساب في مكاتبهم الخاصة، التي تتعامل مع حفظ السجلات أو الكتابة على لفائف الأوراق. وبدت جميع أنواع الكتابات مختلطة في هذه الأشكال المبكرة من المكاتب. وقبل اختراع المطبعة وانتشارها غالبًا ما كان هناك خط رفيع جدًا بين المكتب الخاص والمكتبة الخاصة نظرًا لأن الكتب كانت تُقرأ أو تُكتب في نفس المكان على نفس المنضدة أو الطاولة، وكذلك كان يتم إجراء المحاسبة العامة والخطابات الشخصية أو الخاصة هناك.
وكان أول ظهور للصيغة الإنجليزية للكلمة خلال القرن الثالث عشر عند الإشارة إلى الوظيفة التي تنطوي على واجبات (على سبيل المثال، وظيفة...). ويبدو أن جيفري تشوسر أول من استخدم الكلمة في عام 1395م ليعني المكان الذي تُجرى في معاملات الأعمال في حكايات كانتربري (حكايات كانتربري).
وعندما أصبح المذهب التجاري (المركنتلية) النظرية الاقتصادية السائدة لعصر النهضة، مال التجار إلى إجراء أعمالهم في نفس المباني، والتي قد تشمل مبيعات بالتجزئة ومخازن والأعمال المكتبية. وخلال القرن الـ 15، وصلت الكثافة السكانية في العديد من المدن إلى مستوى تم عنده استخدام المباني القائمة بذاتها من قِبل التجار لمزاولة أعمالهم، ولكن كان هناك تميز ناشئ بين استخدامات الكنيسة والحكومة/الجيش والاستخدامات التجارية لهذه المباني.

### الثورة الصناعية
شهدت الثورة الصناعية (القرنان الثامن عشر والتاسع عشر) صعود صناعات الأنظمة المصرفية والسكك الحديدية والتأمين وتجارة التجزئة واكتشاف النفط والتلغراف. ولمزاولة الأعمال التجارية، كانت هناك حاجة لأعداد متزايدة من الموظفين للتعامل مع معالجة الطلبات والمحاسبة والمستندات علاوة على الحاجة إلى مساحات مكتبية مخصصة اللازمة لإيواء هذه الأنشطة. وكانت معظم المكاتب في هذه الحقبة ثقيلة الوزن وبها صناديق لتخزين الأوراق تمتد فوق منطقة العمل الخاصة بالمنضدة، الأمر الذي يعطيها مظهرًا تكعيبيًا وإتاحة بعض الخصوصية للموظفين.
وأدى ارتفاع الأسعار للأرض نسبيًا في وسط المدن إلى إنشاء أول المباني متعددة الطوابق، التي تم قصرها على 10 طوابق تقريبًا إلى أن تم استخدام الحديد والصلب الذي أتاح إنشاء مباني أعلى. وشهد اختراع المصعد في عام 1852 بواسطة إليشا أوتيس (Elisha Otis) تزايد ارتفاعات المباني. وبحلول نهاية القرن التاسع عشر، باتت المباني المكتبية الأكبر تحتوي بشكل متكرر على ردهات زجاجية كبيرة للسماح بدخول الضوء إلى المبنى وتحسين دوران الهواء.

### القرن العشرين
وبحلول عام 1906، افتتحت شركة Sears, Roebuck and Co نظام خدمات طلب السلع عن طريق البريد ومقر عملها في مبنى تبلغ مساحته 3,000,000-قدم-مربع (280,000 م2) في شيكاغو، والذي كان يُعتبر في ذلك الوقت أكبر مبنى في العالم. وأدت دراسة الوقت والحركة، التي بادر بها إف دابليو تايلور (F. W. Taylor) والتي تم تطبيقها لاحقًا على البيئة المكتبية من قِبل فرانك وليليان جيلبريث، إلى فكرة أن المديرين احتاجوا لعب دور نشط في توجيه أعمال مرؤوسيهم. ونتيجة لذلك، وفي عام 1915، قدمت شركة Equitable Life Insurance Company في مدينة نيويورك «مكتب الكفاءة الحديث» (Modern Efficiency Desk) ذا جزء علوي مسطح وأداج في الأسفل، والذي تم تصميمه للسماح للمديرين برؤية العمال بسهولة. وأدى هذا إلى طلب عدد أكبر من الأمتار المربعة لكل طابق في المباني، والعودة إلى المساحات المفتوحة التي كانت تُشاهد في مباني ما قبل الثورة الصناعية.
ومع ذلك، بحلول منتصف القرن العشرين، بات من الواضح أن المكتب الفعال تطلب تقدير التحكم في الخصوصية، اللازمة لمكافحة الملل المرتبط بضعف الإنتاجية ولتشجيع الإبداع. في عام 1964، عينت شركة Herman Miller (أجهزة مكتبية) روبرت بروبست (Robert Propst)، مصممًا صناعيًا غزير الإنتاج، الذي ابتكر مفهوم مكتب العمل الذي تطور لاحقًا إلى نظام الأثاث المكتبي المجزأ إلى حجيرات.
و مع بداية القرن الحالي، عرف مفهوم المكتب تغيّرات هيكليّة عميقة تتأقلم مع الأساليب الجديدة في العمل.العمل من المنزل ومساحات العمل المشتركة هما الأكثر انتشاراً.

## المساحات المكتبية
إن الغرض الرئيسي من البيئة المكتبية هو دعم العاملين في المكتب في أداء وظائفهم - ويُفضل تحقيق هذا بأقل تكلفة ممكنة وأقصى قدر من الارتياح. ومع اختلاف الأشخاص الذين يؤدون مهام وأنشطة مختلفة، فإنه ليس من السهل تحديد المساحات المكتبية المناسبة. وللمساعدة في عملية صنع القرار في مكان العمل وتصميم المكاتب، يمكن للمرء أن يميز بين ثلاثة أنواع مختلفة من المساحات المكتبية: المساحات المخصصة للعمل والمساحات المخصصة للاجتماعات والمساحات المخصصة للدعم. وبالنسبة للشركات الجديدة الناشئة والمكاتب التي تُدار عن بُعد عبر الأقمار الصناعية وغرف المشاريع، يمكن للمكاتب المجهزة توفير حل بسيط وإتاحة جميع أنواع المساحات السابقة.

### المساحات المخصصة للعمل
عادة ما تُستخدم المساحات المخصصة للعمل في مكتب ما للقيام بالأنشطة المكتبية التقليدية مثل القراءة والكتابة وأعمال الكمبيوتر. وهناك تسعة أنواع عامة من المساحات المخصصة للعمل، يقوم كل منها بدعم الأنشطة المختلفة.

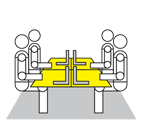
مكتب مفتوح
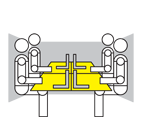
مساحة مخصصة لفريق العمل
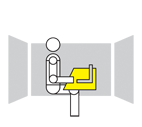
تقسيم

المكتب المفتوح - مساحة مفتوحة مخصصة للعمل لاستيعاب أكثر من عشرة أشخاص، وتناسب الأنشطة التي تتطلب الاتصال المتكرر أو الأنشطة الروتينية التي تتطلب تركيزًا أقل نسبيًا
المساحة المخصصة لفريق العمل - هي مساحة مخصصة للعمل بالإضافة إلى أنها تكون شبه مغلقة لعدد من الأشخاص يتراوح من اثنين إلى ثمانية أشخاص؛ ومناسبة للعمل الجماعي الذي يتطلب التواصل الداخلي ومستوى متوسطًا من التركيز
التقسيم - مساحة مخصصة للعمل شبه مغلقة تتسع لشخص واحد، ومناسبة للأنشطة التي تتطلب مستوى متوسطًا من التركيز ومستوى متوسطًا من التفاعل

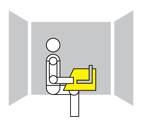
مكتب خاص
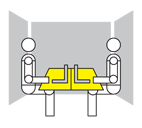
مكتب مشترك
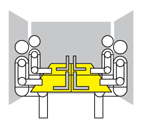
غرفة فريق العمل

المكتب الخاص - هو مساحة مخصصة للعمل مغلقة لشخص واحد، ومناسبة للأنشطة التي تكون سرية وتتطلب الكثير من التركيز أو تتضمن العديد من النتائج الصغيرة
المكتب المشترك - هو مساحة مخصصة للعمل مغلقة لشخصين أو ثلاثة أشخاص، ومناسبة للأعمال شبة المركزة والأعمال التعاونية في مجموعات صغيرة
غرفة فريق العمل - مساحة مخصصة للعمل مغلقة لعدد من الأشخاص يتراوح من 4 إلى 10 أشخاص؛ ومناسبة للعمل الجماعي الذي قد يكون سريًا ويتطلب تواصلاً داخليًا بشكل متكرر

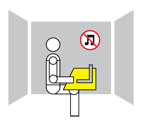
حجيرة مذاكرة
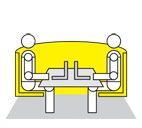
صالة عمل
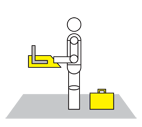
المكتب المفتوح

حجيرة الدراسة - هي مساحة مخصصة للعمل مغلقة لشخص واحد؛ ومناسبة للأنشطة قصيرة المدى التي تتطلب التركيز أو السرية
صالة العمل - مساحة مخصصة للعمل تشبه الصالة لعدد من الأشخاص يتراوح من شخصين إلى ستة أشخاص؛ ومناسبة للأنشطة قصيرة المدى التي تتطلب التعاون و/أو تتيح التفاعل المرتجل
المكتب المفتوح - مساحة مخصصة للعمل مفتوحة لشخص واحد؛ ومناسبة للأنشطة قصيرة المدى التي تتطلب القليل من التركيز والتفاعل

### المساحات المخصصة للاجتماعات
عادة ما تُستخدم المساحات المخصصة للاجتماعات لعقد الاجتماعات التفاعلية، سواء كانت محادثات سريعة أو جلسات عصف فكري مركزة. وهناك ستة أنواع عامة من المساحات المخصصة للاجتماعات، يقوم كل منها بدعم أنشطة مختلفة.

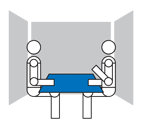
غرفة اجتماعات صغيرة
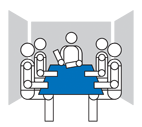
غرفة اجتماعات كبيرة
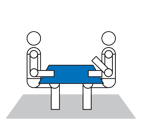
مساحة اجتماعات صغيرة

غرفة اجتماعات صغيرة - مساحة مخصصة للاجتماعات ومغلقة لعدد من الأشخاص يتراوح من شخصين إلى أربعة أشخاص، ومناسبة للتفاعل الرسمي وغير الرسمي
غرفة اجتماعات كبيرة - مساحة مخصصة للاجتماعات ومغلقة لعدد من الأشخاص يتراوح من خمسة إلى اثني عشر شخصًا، مناسبة للتفاعل الرسمي
مساحة اجتماعات صغيرة - مساحة مفتوحة أو شبه مفتوحة مخصصة للاجتماعات لعدد من الأشخاص يتراوح من شخصين إلى أربعة أشخاص؛ ومناسبة للتفاعل غير الرسمي قصير المدى

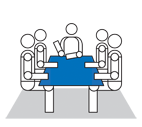
مساحة اجتماعات كبيرة
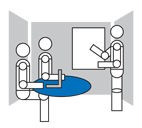
غرفة عصف ذهني
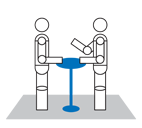
نقطة المقابلة

مساحة اجتماعات كبيرة - مساحة مفتوحة أو شبه مفتوحة مخصصة للاجتماعات لعدد من الأشخاص يتراوح من خمسة إلى اثنى عشر شخصًا؛ ومناسبة للتفاعل غير الرسمي قصير المدى
غرفة العصف الذهني - مساحة مغلقة مخصصة للاجتماعات لعدد من الأشخاص يتراوح من خمسة إلى اثنى عشر شخصًا؛ مناسبة لجلسات العصف الذهني وورش العمل
نقطة الاجتماع - نقطة مفتوحة للاجتماعات لعدد من الأشخاص يتراوح من شخصين إلى أربعة اشخاص؛ مناسبة للاجتماعات المخصصة غير الرسمية

### المساحات المخصصة للدعم
تُستخدم المساحات المخصصة للدعم في المكتب عادة للأنشطة الثانوية مثل ملء المستندات أو أخذ استراحة. وهناك تسعة أنواع عامة من المساحات المخصصة للدعم، يقوم كل منها بدعم الأنشطة المختلفة.

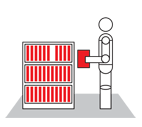
المساحة المخصصة لحفظ الملفات
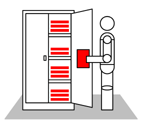
المساحة المخصصة للتخزين
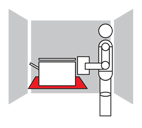
منطقة الطباعة والنسخ

المساحة المخصصة لحفظ الملفات - مساحة دعم مفتوحة أو مغلقة لحفظ الملفات والمستندات المستخدمة بشكل متكرر
المساحة المخصصة للتخزين - مساحة دعم مفتوحة أو مغلقة لتخزين المستلزمات المكتبية شائعة الاستخدام
منطقة الطباعة والنسخ - مساحة دعم مفتوحة أو مغلقة بها مرافق للطباعة والمسح الضوئي والنسخ

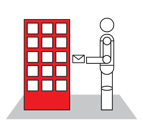
منطقة البريد
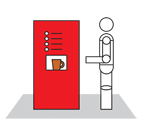
منطقة المؤن
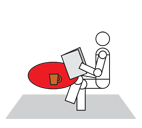
منطقة الاستراحة

منطقة البريد - مساحة دعم مفتوحة أو شبه مفتوحة يمكن للموظفين فيها استلام أو تسليم بريدهم الشخصي
منطقة المؤن - مساحة دعم مفتوحة أو مغلقة يمكن للأشخاص فيها تناول القهوة والشاي وكذلك المشروبات غير الكحولية والوجبات الخفيفة
منطقة الاستراحة - مساحة دعم شبه مفتوحة أو مغلقة يقضي فيها الموظفون فترة الاستراحة من أعمالهم

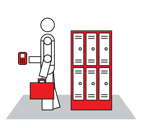
منطقة الخزانة
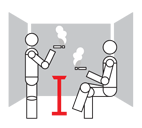
غرفة التدخين
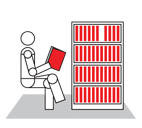
المكتبة

منطقة الخزانة - مساحة دعم مفتوحة أو شبه مفتوحة يمكن للموظفين فيها تخزين متعلقاتهم الشخصية
غرفة التدخين - مساحة دعم مغلقة يمكن للموظفين فيها تدخين السجائر
المكتبة - مساحة دعم شبه مفتوحة أو مغلقة لقراءة الكتب والمجلات والصحف

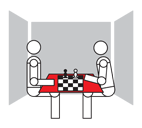
غرفة الألعاب
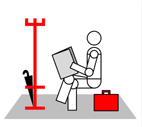
منطقة الانتظار
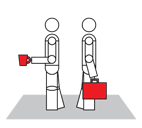
منطقة التداول

غرفة الألعاب - مساحة دعم مغلقة يمكن للموظفين فيها ممارسة الألعاب (على سبيل المثال، ألعاب الكمبيوتر وحمام السباحة ولعبة السهام)
منطقة الانتظار - مساحة دعم مفتوحة أو شبه مفتوحة يمكن فيها استقبال الزائرين
مساحة التداول - مساحة دعم ضرورية للتداول في طوابق المكتب والربط بين جميع الوظائف الرئيسية

### مساحات حديثة للعمل
يشهد عصرنا الحالي تغيير كبير في مفهوم مكتب العمل يجذب المهنيّين الباحثين عن حلول غير تقليديّة تتأقلم مع نوع أشغالهم. العمل من المنزل أو العمل في مساحاتٍ مكتبيّة مشتركة أصبحا أكثر انتشاراً من قبل. إنّهما يشكّلان حلّاً ممتازاً للعاملين المتنقّلين.

## بنية المكتب

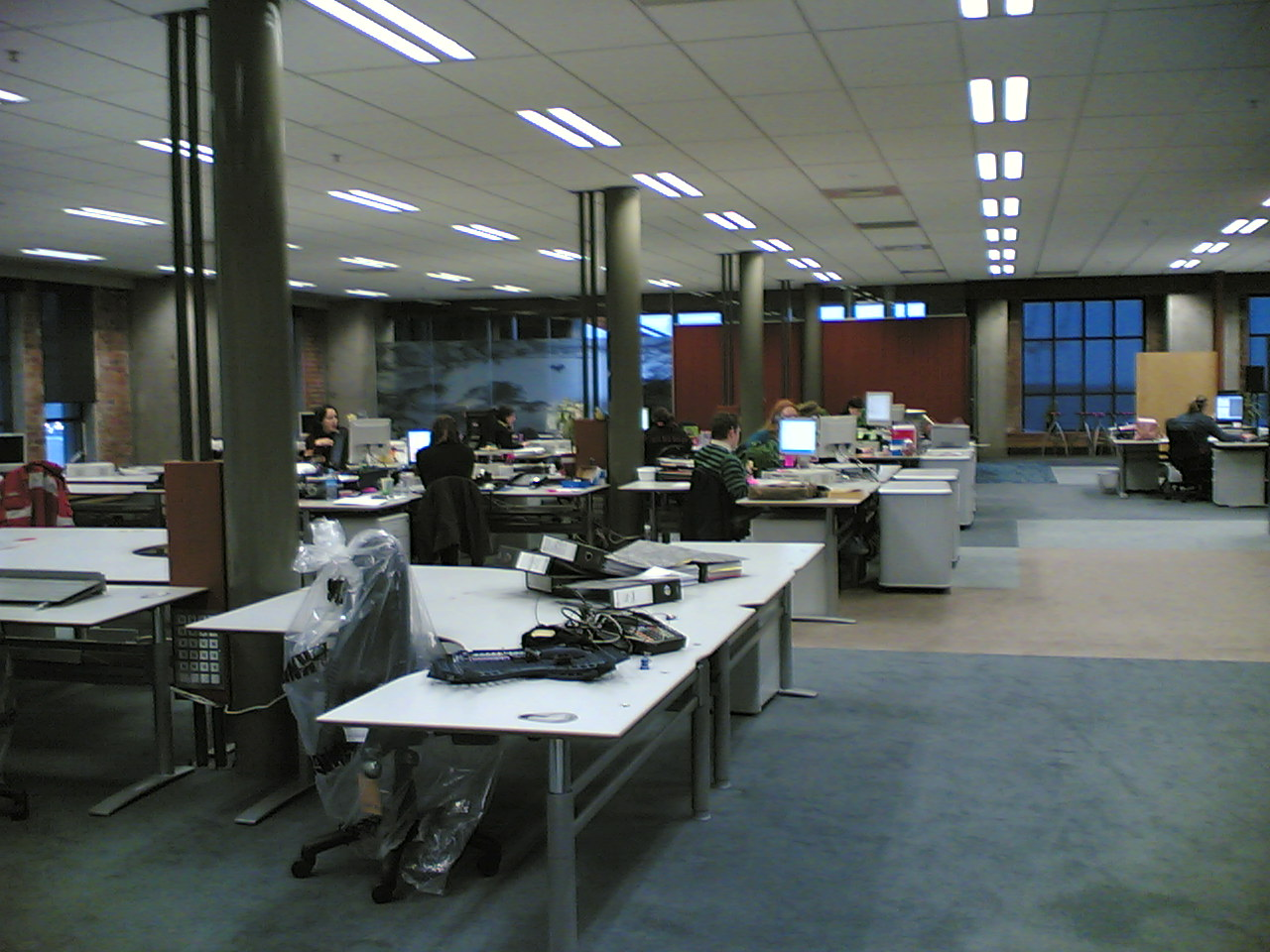
مكاتب TradeMe المفتوحة، فوق بورصة نيوزلاندا، ويلينغتون، نيوزيلندا

هناك العديد من الطرق المختلفة لترتيب المساحات في المكتب وبينما تتباين هذه المساحات وفقًا للوظائف، يمكن أن تكون الطرق الإدارية وثقافة شركات محددة أكثر أهمية. وتشمل الخيارات، كم عدد الأشخاص الذين سيعملون داخل نفس الغرفة. من ناحية، سوف تكون لكل عامل فردي غرفته الخاصة التي تتضمن عاملاً واحد حتى 10 عمال؛ وعلى الجانب الآخر يمكن أن يتألف المكتب الكبير المفتوح من غرفة رئيسية واحدة بها عشرات أو مئات الأشخاص الذين يعملون في نفس المكان. تضع المكاتب المفتوحة العديد من الموظفين معًا في نفس المكان، وأظهرت بعض الدراسات أنهم يستطيعون تحسين الإنتاجية قصيرة المدى، أي خلال مشروع برمجيات. وفي نفس الوقت، يمكن أن يزيد فقدان الخصوصية والأمن من حدوث السرقات وفقدان أسرار الشركة. ويُتاح نوع من المواءمة بين المكتب المفتوح والغرف الفردية من خلال عمل مكتب مجزأ، والتي كانت أكثر شهرة من خلال مسلسل الكرتون ديلبرت، والتي تحل الخصوصية البصرية إلى حد ما ولكنها تفشل في كثير من الأحيان في حل مشكلة الفصل الصوتي والأمن. وتتطلب معظم التقسيمات من الشخص الذي يعمل في التقسيم أن يجلس معطيًا ظهره نحو أي شخص يقترب منه؛ ويحاول العمال في المكاتب المحاطة بجدران وضع مقاعدهم ومكاتبهم في وضع يمكنهم من رؤية الأشخاص الذين يدخلون عليهم، وفي بعض الحالات يقومون بتثبيت مرايا صغيرة على أشياء مثل شاشات الكمبيوتر.

## المباني المكتبية

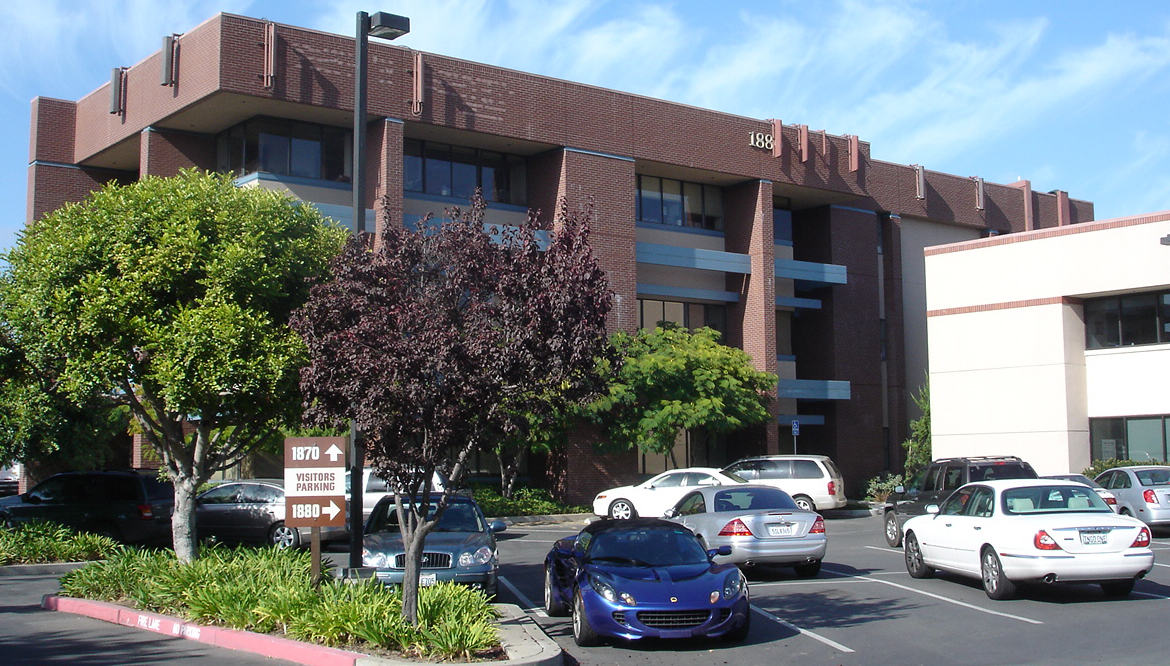
مبنى مكتبي صغير في ساليناس، كاليفورنيا، الولايات المتحدة.

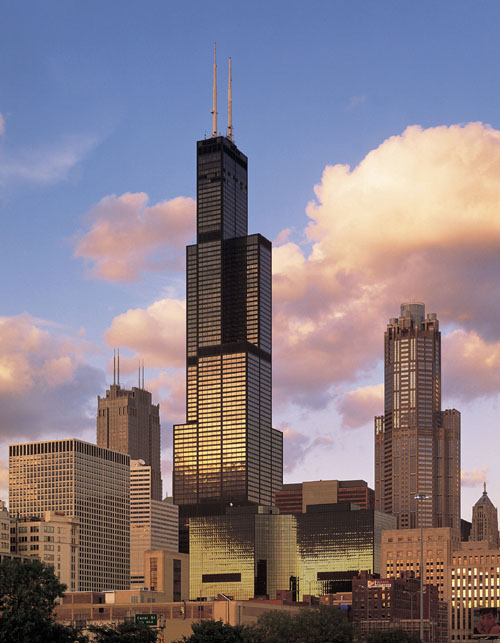
برج ويليس في شيكاغو هو مبنى مكتبي عالي الارتفاع، وهو أطول مبنى من نوعه في الولايات المتحدة الأمريكية.

بينما يمكن بناء المكاتب في أي موقع تقريبًا، في أي مبنى تقريبًا، فإن بعض المتطلبات العصرية الخاصة بالمكاتب تجعل هذة الإمكانية أكثر صعوبة. ويمكن أن تكون هذه المتطلبات قانونية (على سبيل المثال، يجب أن تكون مستويات الإضاءة كافية) أو فنية (على سبيل المثال المتطلبات الخاصة بشبكات الكمبيوتر). بالإضافة إلى ذلك، أدت بعض المتطلبات الأخرى مثل أمن ومرونة التصميم إلى إنشاء مبان خاصة التي تكون مخصصة فقط أو بشكل رئيسي للاستخدام كمكاتب. المبنى المكتبي، المعروف أيضًا باسم المجمع المكتبي أو المركز التجاري هو شكل من أشكال المبنى التجاري الذي يحتوي على مساحات مخصصة بشكل أساسي للاستخدام كمكاتب.
إن الغرض الأساسي من المبنى المكتبي هو توفير مكان عمل وبيئة عمل للموظفين الإداريين والتنظيميين في المقام الأول. وعادة ما يشغل هؤلاء الموظفون مناطق معينة داحل المبنى المكتبي، وعادة ما تكون لديهم مكاتب وأجهزة كمبيوتر وغيرها من المعدات الأخرى التي قد تحتاج إلى هذه المساحات.
ويتم تقسيم المبنى المكتبي إلى أقسام لشركات مختلفة أو ربما يتم تخصيصه لشركة واحدة. وفي كلتا الحالتين، ستكون لدى كل شركة منطقة استقبال وقاعة واحدة أو عدة قاعات للاجتماعات ومكاتب فردية أو مفتوحة وكذلك دورات مياه.
وتوجد بالعديد من المباني المكتبية مرافق المطبخ وغرفة خاصة بالموظفين، يمكنهم فيها تناول الغداء أو أخذ استراحة قصيرة. والعديد من المساحات المكتبية الآن هي أيضًا عبارة عن مساحات مكتبية مشتركة في الخدمة، والتي تعني أن هؤلاء الذين يشغلون المكان أو المبنى يمكنهم مشاركة المرافق.

## أسعار المكاتب والإيجار بالتجزئة
عادة ما يتم إعطاء أسعار الإيجار للمساحات المكتبية ومساحات البيع بالتجزئة وفقًا لمساحة الطابق ومدة الإيجار، وعادة ما يكون السعر بحسب مساحة الطابق لمدة سنة. على سبيل المثال، ربما يكون سعر أحد العقارات الخاصة هو 290 دولارًا لكل متر مربع في العام (290 دولارًا/متر2•في العام) (أو 29 دولارًا/القدم2•في العام)، ويمكن أن تتراوح الأسعار في المنطقة من 200 دولار/متر2•في العام إلى 500 دولار/متر2•في العام.
وفي العديد من البلدان، عادة ما يتم دفع الإيجار شهريًا حتى ولو تم التفاوض بشأنه بدفعه سنويًا.
مثال: يبلغ سعر مساحة 200 متر2 150 دولارًا/المتر2•سنويًا: (200 متر2) × (150 دولارًا/متر2•سنويًا) / (12 شهرًا/سنويًا) = 2500 دولار/شهريًا
في عقد الإيجار الإجمالي، يكون السعر عبارة عن سعر شامل. وبموجب هذا العقد يدفع الشخص مبلغ الإيجار المحدد وفقًا للفترة الزمنية ويكون المالك مسؤولاً عن جميع النفقات الأخرى مثل تكاليف المرافق والضرائب والتأمين والصيانة والإصلاحات.
عقد الإيجار الثلاثي الصافي هو العقد الذي يكون فيه المستأجر مسؤولاً عن حصة من النفقات المختلفة مثل الضرائب العقارية والتأمين والصيانة والمرافق والتحكم في المناخ والإصلاحات وخدمات النظافة والمناظر الطبيعية.
ولا تزال إيجارات المكاتب في الولايات المتحدة تتعافى من المعدلات المرتفعة للشواغر التي حدثت في أعقاب ركود عام 2008.

## التصنيف
تصنف جمعية ملاك ومديري المباني (BOMA) المساحة المكتبية إلى ثلاث فئات: الفئة أ والفئة ب والفئة ج ووفقًا لجمعية ملاك ومديري المباني، فإن المباني المكتبية من الفئة أ تنطوي على المباني المرموقة التي يتنافس عليها مستخدمو المكاتب الرئيسيون بإيجارات تزيد على متوسط الإيجار المتعارف عليه للمنطقة." وتبين جمعية ملاكي ومديري المباني أن المرافق من الفئة أ تنطوي على "تشطيبات قياسية عالية الجودة وأحدث الأنظمة وسهولة استثنائية للوصول ووجود واضح للسوق." وتصف جمعية ملاكي ومديري المباني المباني المكتبية من الفئة ب بأنها تلك المباني التي تتنافس للفوز "بمجموعة كبيرة من المستخدمين بإيجارات تكون في متوسط الإيجارات الموجودة في المنطقة." كما تبين جمعية ملاكي ومديري المباني أن المباني من الفئة ب تنطوي على "أنظمة كافية" وتشطيبات "تتراوح من معتدلة إلى جيدة"، ولكنها لا تتنافس مع المباني من الفئة أ بنفس الأسعار. ووفقًا لجمعية ملاك ومديري المباني فإن المباني من الفئة ج تستهدف "المستأجرين الذين يطلبون مساحات وظيفية بأسعار أقل من متوسط أسعار المنطقة."